# Buenos Aires, Querétaro Arteaga
Buenos Aires är en ort i Mexiko.   Den ligger i kommunen Amealco de Bonfil och delstaten Querétaro Arteaga, i den sydöstra delen av landet, 130 km nordväst om huvudstaden Mexico City. Buenos Aires ligger 2 520 meter över havet och antalet invånare är 284.
Terrängen runt Buenos Aires är platt åt sydost, men åt nordväst är den kuperad. Terrängen runt Buenos Aires sluttar österut. Runt Buenos Aires är det ganska tätbefolkat, med 78 invånare per kvadratkilometer. Närmaste större samhälle är Amealco, 10,3 km väster om Buenos Aires. I omgivningarna runt Buenos Aires växer huvudsakligen savannskog.